# کاروانسرای شاه عباسی ابوزیدآباد
کاروانسرای شاه عباسی ابوزیدآباد برجای مانده از دوره صفوی است که در میانه ی شهر ابوزیدآباد ، پیوسته ی شهرستان آران و بیدگل بر بنیان است. این یادگار، در روز ۲۳ مرداد ۱۳۷۸ خورشیدی با شمارهٔ ثبت ۲۳۷۱ در فهرست آثار ملی ایران ماندگار شده است.

## ابعاد
کاروانسرا از نوع کاروانسراهای مربع شکل با ورودی یک درب چوبی و جلوخان مشخص به طرف جنوب شرقی است.
مساحت این کاروانسرا دو هزار و ۲۰۰ متر و شامل ۱۷ غرفه و سکو است.
دارای هشت برج و بارو به عنوان حایل دیوارها، چهار انبار یا اصطبل بزرگ و یک اتاق مهمانی برای نشیمن خان‌ها و روسای قبایل در گذشته و دو تنور است که برای نانوایی و پخت‌وپز کاروانیان مورد استفاده قرار می‌گرفته‌است

## در رسانه
بخش کوتاهی از مجموعه تلویزیونی روشن تر از خاموشی که به زندگی محمد صدرای شیرازی  می پردازد در این کاروانسروا ضبط شده است.